# Elektronhéj

Nátriumatom elektronhéjai

Az atomfizikában az elektronhéj – vagy fő energiaszint – az azonos n főkvantumszámhoz tartozó atompályák összessége. Az atompályát itt nem klasszikus értelemben, mint egy bolygópályát kell érteni, hanem kvantummechanikai értelemben, a Schrödinger-egyenlet vagy a Dirac-egyenlet egy hullámfüggvény-megoldásként, azaz kiterjedt valószínűségi objektumként. Szemléletesen, de kissé helytelenül elektronfelhőként is szoktak rájuk hivatkozni. Az elektronhéjak elektron alhéjakból vagy másképpen alszintekből épülnek fel. Egy-egy alhéjhoz ugyanazon l pálya-impulzusmomentum kvantumszámmal rendelkező elektronok tartoznak. Az elektronhéjak együtt adják az atom elektronkonfigurációját. Megmutatható, hogy egy elektronhéjon legfeljebb 2n² elektron tartózkodhat.
A héj elnevezés a Bohr-atommodellből ered, ahol az elektronok az atommagtól bizonyos távolságra keringtek úgy, hogy együtt egy héjat alkottak.

## Az elektronhéjak jelölése
Az elektronhéjakat kísérletileg először Charles Barkla és Henry Moseley röntgenabszorpciós kísérleteiben figyelték meg. Barkla K,L,M,… betűkkel jelölte őket, alfabetikus sorrendben. Eredetileg A,B,C,… volt a jelük, de átnevezték őket, hogy helyet hagyjanak olyan hipotetikus spektrumvonalaknak, amiket később sohasem fedeztek fel. Később ezeket a vonalakat azonosították az n=1, 2, 3,… főkvantumszámokkal. A spektroszkópia Siegbahn-jelölésének részét alkotják.

### Alhéjak
Az elektron alhéjakat s, p, d, f, g, h, i,… betűkkel jelöljük, amelyek a 0, 1, 2, 3, 4, 5,… mellékkvantumszámnak (l érték) felelnek meg. Az alhéjakon 2(2l+1), azaz 2, 6, 10, 14, 18, 22,… elektron fér el. Az alhéjak betűjele egy ma már nem használt elnevezési rendszerből ered, ahol „sharp”, „principal”, „diffuse” vagy „fundamental” volt a nevük a finomstruktúrájuk alapján. Később, amikor az első négy alaptípuson túl továbbiakat is felfedeztek, már nem akadt rájuk név, ezért alfabetikusan folytatták az elnevezést.

## Az elektronhéjak a periódusos rendszerben
A periódusos rendszerben a periódus száma mutatja meg az elektronhéjak számát. Például a nátrium a 3. periódusban van, azaz 3 elektronhéja, a vas a 4. periódusban van, azaz 4 elektronhéja van.

## Vegyértékhéj
Az atomok legkülső elektronhéját vegyértékhéjnak nevezzük. Az ezen található elektronok vesznek részt a kémiai reakciókban. Ezeket az elektronokat vegyértékelektronoknak nevezzük.
Azon elemek kémiai tulajdonságai, amelyek azonos szerkezetű vegyértékhéjat, vagyis azonos számú vegyértékelektront tartalmaznak, hasonlóak.
A periódusos rendszer főcsoportjainak elemei maximum 8 elektronnal rendelkezhetnek a vegyértékhéjon, 2 elektron lehet az s- és 6 a p-atompályákon. (Kivétel ez alól az 1. periódus két eleme, a hidrogén és a hélium, amelyek csak s pályával rendelkeznek.)
A 8 elektront tartalmazó vegyértékhéj (elektron oktett, vagy nemesgáz szerkezet) rendkívül stabil állapotot eredményez, az ilyen atomok (a nemesgázok) nagyon nehezen lépnek reakcióba. A többi atom is ilyen szerkezet elérésére törekszik, és kovalens kötés esetén közös elektronpárok által, míg ionos kötés esetén a fölös elektronok leadásával, illetve a hiányzók felvételével kialakuló ionok formájában érik azt el.